# Extinction (2018)
Extinction is een Amerikaanse sciencefictionfilm uit 2018, geregisseerd door Ben Young.

## Verhaal
Peter heeft regelmatig last van nachtmerries, waarmee hij getuige is van een invasie vanuit de lucht waarbij veel slachtoffers vallen, waaronder zijn gezin en hijzelf. Als deze nachtmerries werkelijkheid worden moeten ze vluchten voor hun leven. Gaandeweg het verhaal wordt het duidelijk als zijn vrouw Alice in een vuurgevecht wordt geraakt en een van de indringers in gijzeling wordt genomen, dat de bewoners van de Aarde in feite robots zijn en de indringers mensen die van Mars komen en hun planeet weer terug willen veroveren.

## Rolverdeling
| Acteur           | Personage |
| ---------------- | --------- |
| Michael Peña     | Peter     |
| Lizzy Caplan     | Alice     |
| Mike Colter      | David     |
| Amelia Crouch    | Hanna     |
| Erica Tremblay   | Lucy      |
| Israel Broussard | Miles     |

## Productie
In oktober 2016 tekende Ben Young voor de regie. James McAvoy die in september 2016 nog in gesprek was voor de hoofdrol werd in januari 2017 toegewezen naar Michael Piña. In februari 2017 won Universal Pictures de wereldwijde distributie rechten. Een maand later werd Lizzy Caplan toegevoegd aan de cast. Oorspronkelijk zou de film uitgebracht worden in januari 2018, maar werd daarvoor weer ingetrokken en van releaseschema gehaald. In februari 2018 nam Netflix distributierechten over van Universal Pictures die daarmee de film op 27 juli 2018 uitbracht.